# John Whetton

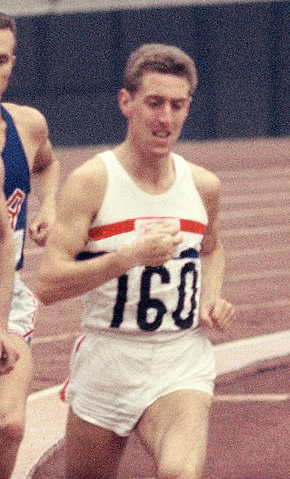
John Whetton (1964)

John Whetton (* 6. September 1941 in Mansfield) ist ein ehemaliger britischer Mittelstreckenläufer, der sich auf die 1500-Meter-Distanz spezialisierte.

## Karriere
1963 siegte er erstmals bei den Hallenmeisterschaften der AAA im Meilenlauf. Bis 1968 gewann er sechs Hallentitel über die Meile oder die 1500 Meter. Bei den Olympischen Spielen 1964 in Tokio wurde Whetton in 3:42,4 min Achter über 1500 Meter. Bei den 1966 erstmals ausgetragenen Europäischen Hallenspielen in Dortmund siegte er über 1500 Meter mit drei Sekunden Vorsprung. Im Freien konnte er sich 1966 aber weder für die Europameisterschaften in Budapest noch für die British Empire and Commonwealth Games in Kingston qualifizieren.
Bei den Europäischen Hallenspielen 1967 in Prag gewann er mit fast einer Sekunde Vorsprung auf Josef Odložil. Auch 1968 in Madrid siegte er bei den Hallenspielen. In diesem Jahr gewann er auch seinen einzigen Freilufttitel bei den AAA-Meisterschaften. Bei den Olympischen Spielen 1968 in Mexiko-Stadt wurde er Fünfter in 3:43,8 min, auf den Gewinner der Bronzemedaille Bodo Tümmler hatte er allerdings vier Sekunden Rückstand.
In Athen bei den Europameisterschaften 1969 erlief sich Whetton seinen einzigen großen Freilufttitel. In 3:39,4 min besiegte er im Endspurt den Iren Frank Murphy, gegen den er bei den AAA-Meisterschaften noch knapp verloren hatte. 1970 wurde Whetton, für England startend, Fünfter bei den British Commonwealth Games in Edinburgh.
John Whetton ist 1,79 m und wog in seiner aktiven Zeit 68 kg.

## Persönliche Bestzeiten
- 1000 m: 2:19,7 min, 6. September 1969, London
- 1500 m: 3:39,45 min, 20. September 1969, Athen
  - Halle: 3:43,0 min, 26. Februar 1967, Lyon
- 1 Meile: 3:57,68 min, 3. Juli 1965, London
- 2000 m (Halle): 5:12,2 min, 18. April 1964, Wembley